# Климент VI
Климент VI (на латински: Clemens PP VI), роден Пиер Роже (на френски: Pierre Roger) е глава на Католическата църква, 198-ия папа в традиционното броене и един от Авиньонските папи.